# 南塔萊滕峰

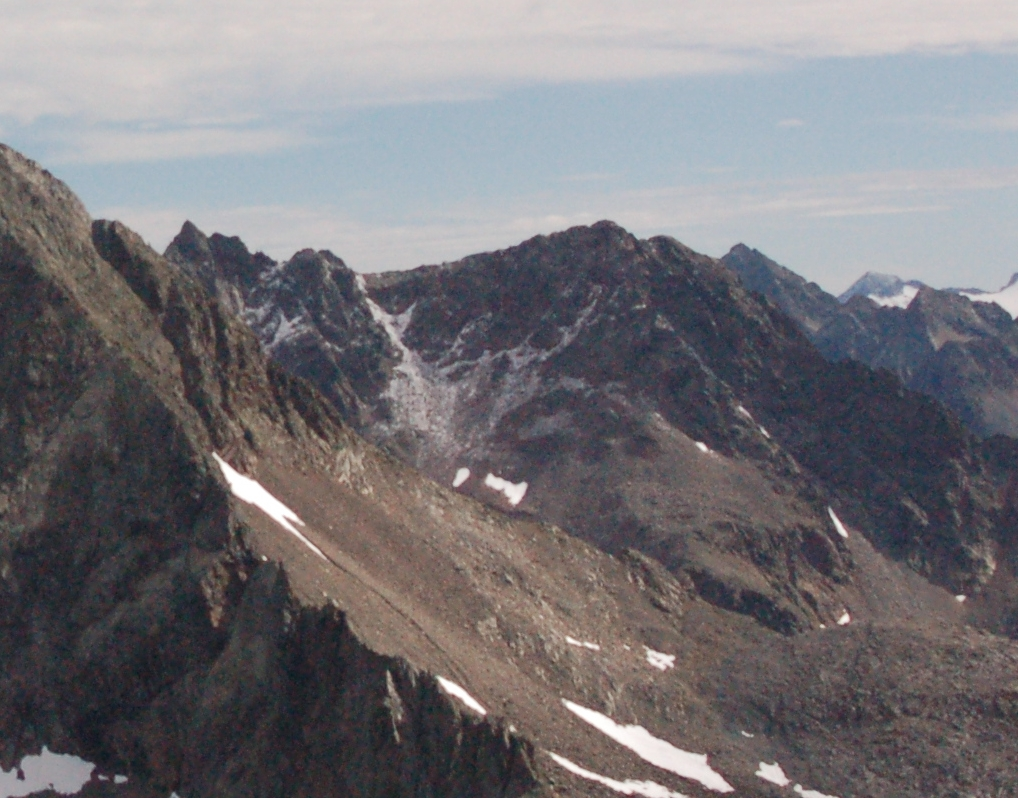

46°58′10″N 12°44′30″E / 46.96945°N 12.7417°E
南塔萊滕峰（德語：Südliche Talleitenspitze），是奧地利的山峰，位於該國中部，處於蒂羅爾州和克恩頓州接壤的邊界，屬於舍貝爾山脈的一部分，距離北塔萊滕峰0.3公里，海拔高度3,113米，人類首次在1900年8月12日首次登頂。